# Ecorally della Mendola
L'Ecorally della Mendola è una competizione automobilistica che si svolge lungo la Costiera della Mendola, con partenza e arrivo a Bolzano. La gara, riservata a veicoli alimentati tramite fonti di energia alternativa, è sta inserita dal 2012 al 2016 nel programma del Campionato del mondo FIA energie alternative.

## Albo d'oro recente
| Edizione | 1º posto                                            | 2º posto                                                  | 3º posto                                              |
| -------- | --------------------------------------------------- | --------------------------------------------------------- | ----------------------------------------------------- |
| 2012     | Alberto Donghi (pilota) Renato Delbarba (co-pilota) | Massimo Liverani (pilota) Alessandro Talmelli (co-pilota) | Guido Guerrini (pilota) Leonardo Burchini (co-pilota) |
| 2012     | Peugeot 3008                                        | Fiat 500 Abarth                                           | Alfa Romeo Mito                                       |
| 2013     | Roberto Viganò (pilota) Andrea Fovana (co-pilota)   | Massimo Liverani (pilota) Valeria Strada (co-pilota)      | Guido Guerrini (pilota) Francesca Olivoni (co-pilota) |
| 2013     | Alfa Romeo Mito                                     | Fiat 500 Abarth                                           | Alfa Romeo Mito                                       |
| 2014     | Roberto Viganò (pilota) Andrea Fovana (co-pilota)   | Guido Guerrini (pilota) Isabelle Barciulli (co-pilota)    | Massimo Liverani (pilota) Valeria Strada (co-pilota)  |
| 2014     | Alfa Romeo Mito                                     | Alfa Romeo Mito                                           | Abarth 500                                            |

| Edizione | 1º posto FIA                                         | 1º posto CSAI                                           |
| -------- | ---------------------------------------------------- | ------------------------------------------------------- |
| 2015     | Artur Prusak (pilota) Thierry Benchetrit (co-pilota) | Nicola Ventura (pilota) Guido Guerrini (co-pilota)      |
| 2015     | Toyota Prius                                         | Abarth 500                                              |
| 2016     | Artur Prusak (pilota) Thierry Benchetrit (co-pilota) | Fabio Loperfido (pilota) Alessandro Moretti (co-pilota) |
| 2016     | Toyota Prius                                         | Abarth 500                                              |